# 布萨克 (洛特省)
布萨克（法語：Boussac，法語發音：[busak]）是法国洛特省的一个市镇，属于菲雅克区。

## 地理
布萨克（44°36'8"N, 1°55'18"E）面积7.77 平方千米，位于法国奧克西塔尼大區洛特省，该省份为法国西南部内陆省份，北起顺时针与科雷兹省、康塔爾省、阿韦龙省、塔恩-加龙省、洛特-加龍省和多尔多涅省接壤。
与布萨克接壤的市镇（或旧市镇、城区）包括：贝迪埃、康布、康布利、科恩。

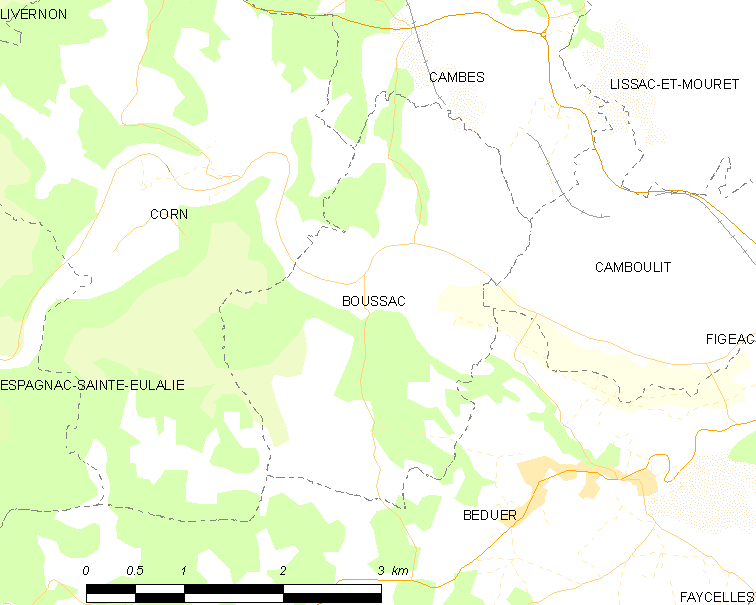
的OSM定位图

布萨克的时区为UTC+01:00、UTC+02:00（夏令时）。

## 行政
布萨克的邮政编码为46100，INSEE市镇编码为46035。

## 政治
布萨克所属的省级选区为菲雅克第一县。

## 人口

1962-2008年间人口变化图示

布萨克于2022年1月1日时的人口数量为182人。